# 797年
| 千纪： | 1千纪                                                                                           |
| 世纪： | 7世纪 \| 8世纪 \| 9世纪                                                                         |
| 年代： | 760年代 \| 770年代 \| 780年代 \| 790年代 \| 800年代 \| 810年代 \| 820年代                       |
| 年份： | 792年 \| 793年 \| 794年 \| 795年 \| 796年 \| 797年 \| 798年 \| 799年 \| 800年 \| 801年 \| 802年 |
| 纪年： | 丁丑年（牛年）；唐貞元十三年；南诏上元十四年；日本延曆十六年；渤海国正曆三年                    |

## 大事记
- 坂上田村麻呂當上征夷大將軍。
- 《續日本紀》完成。
- 吐蕃贊普赤松德贊讓位退隱後，次子穆尼贊普繼位。

## 逝世
- 赤松德贊，吐蕃第三十七代贊普，被後世尊稱為「吐蕃三法王」之一。